# Jan Matěj Butz z Rollsbergu
Jan Matěj rytíř Butz z Rollsbergu (17. ledna 1712 Slavonice – 19. července 1803 Olomouc) byl olomoucký kanovník, prelát kapituly a rektor olomoucké univerzity.
Nesídelním kanovníkem v Olomouci byl jmenován roku 1734, po studiích v Římě (1731–1734) se stal farářem a děkanem v Ketři, kde vystavěl kostel v Knispel. Roku 1751 byl přijat za sídelního kanovníka v Olomouci, roku 1764 byl infulovaným proboštem v Kroměříži. Od roku 1776 byl generálním vikářem diecéze, v letech 1776–1778 rektorem olomoucké univerzity, roku 1780 byl zvolen za probošta kapituly. Byl velkým mecenášem poutního kostela v Kostelním Vydří. Pohřben byl v kostele Panny Marie Karmelské v Kostelním Vydří u Dačic, kde má i náhrobní desku.
V roce 1785 po něm byla pojmenována nově vzniklá osada Rolsberk na území dnešní olomoucké čtvrti Hodolany, jejíž vznik inicioval probošt Rolsberg po rozparcelování kapitulního dvora v Hodolanech. Osada zanikla roku 1935, dnes ji připomíná pouze název Rolsberská ulice.